# Compsotorna
Compsotorna is een geslacht van vlinders van de familie sikkelmotten (Oecophoridae), uit de onderfamilie Xyloryctinae.

## Soorten
- C. eccrita Turner, 1917
- C. oligarchica Meyrick, 1890